# Al-Lubban ash-Sharqiya
Al-Lubban ash-Sharqiya (àrab: اللبّن الشرقية, al-Lubban ax-Xarqiyya) és un vila palestina de la governació de Nablus, a Cisjordània, al nord de la vall del Jordà, 20 kilòmetres al sud de Nablus. Segons l'Oficina Central Palestina d'Estadístiques tenia 2.465 habitants en 2007. La vila té una àrea de 12.075 dúnams dels quals 200 dúnams són edificats. La vila es troba al nord de l'històric caravanserrall de Khan al-Lubban. La població es reparteix en dos clans principals, Daraghmeh i Awaysa.

## Història
El lloc ha estat identificat amb la vila bíblica de Lebonah (Jutges 21:19), tot i que altres afirmen que s'alçava més al sud. S'hi ha trobat ceràmica romana d'Orient. La vila era coneguda com a Lubanum pels croats.
En 593 H, Muhammed Ibn Abd al-Wahid al-Makhzumi al-Lubanni va néixer a la vila. Va marxar d'allí per esdevenir qadi a Baalbek, i va morir en 658 H / 1260 CE.

### Època otomana
En 1517 la vila fou incorporada a l'Imperi Otomà amb la resta de Palestina. Sota el nom de Lubban as-Sawi, la vila apareix als registres fiscals otomans de 1596 com a part de la nàhiya de Jabal Qubal del liwà de Nablus. Tenia una població de 85 llars musulmanes. Pagaven taxes sobre el blat, civada, conreus d'estiu, oliveres, cabres i ruscs.
L'explorador francès Victor Guérin va visitar la vila en 1863, i li va semblar que estava en mal estat, però amb elements antics bells com a part de les cases. Va estimar la població en 300 habitants.
En el Survey of Western Palestine (SWP) del Fons per a l'Exploració de Palestina de 1882 la vila va ser descrita com a situada en una terrassa al turó, amb tombes antigues a prop.

### Època del Mandat Britànic
En el cens de Palestina de 1922 organitzat per les autoritats del Mandat Britànic de Palestina, Al-Lubban ash-Sharqiya (anomenada Lubban Sharqi) tenia 356 habitants, tots musulmans, que augmentà lleugerament en el cens de 1931 a 474 musulmans i un cristià, en un total de 116 llars.
In 1945, Lubban Sharqiya tenia 620 musulmans, amb 12.545 dúnams de terra, segons un cens oficial de terra i de població. D'aquests, 2,424 dúnams eren plantacions i terra de rec, 5,605 usades per a cereals, mentre 34 dúnams eren sòl edificat.

### Època moderna
Després de la de la Guerra araboisraeliana de 1948, i després dels acords d'Armistici de 1949, Al-Lubban ash-Sharqiya va restar en mans de Jordània. Després de la Guerra dels Sis Dies el 1967, ha estat sota ocupació israeliana.
El 5 de novembre de 1990 un vilatà d'Al-Lubban ash-Sharqiya, Ali al Hatib, de 65 anys, va ser abatut a trets mentre muntava el seu ruc en un oliverar, i uns pocs segons més tard, els trets del mateix Peugeot israelià van matar Miriam Salman Rashid mentre esperava fora de casa. El cotxe va sortir disparat cap a Eli. Sobre la base de les evidències recollides en una investigació intensiva, la policia va concloure que era una operació feta per membres de l'organització militant Kach en venjança per l'assassinat de Meir Kahane a Nova York aquell mateix dia. Tres activistes de Kach, entre ells David Ha'ivri van ser detinguts com a sospitosos, però el cas mai fou dut a judici per manca de proves.
El 2009, dos membres de Yesh Din va escriure a Haaretz com els colons d'Eli havien pres control de la terra a la zona, que havien danyat greument la capacitat dels vilatans d'Al-Lubban ash-Sharqiya de treballar les seves terres. D'acord amb els autors, això era part d'una estratègia sistemàtica per eliminar tots els palestins de la zona C, i els autors van concloure que "s'estava creant una infraestructura de terror jueu a Cisjordània."
El 4 de maig de 2010, es va calar foc a la principal mesquita d'al-Lubban al-Sharqiyya, destruint catifes i texts religiosos. Foren cridats funcionaris de policia forense per determinar si era incendi provocat o una falla elèctrica, mentre que l'Autoritat Nacional Palestina va dir que el foc fou iniciat pels colons en un atac de responsabilitat mútua. Els bombers israelians van dir més tard que el foc semblava deliberadat i que la probable causa va ser un incendi provocat. Posteriorment al mateix any, la collita d'olives de Cisjordània esdevingué la més violenta en any, les oliveres de la vila que eren properes a l'assentament d'Eli foren cremades, encara que els residents d'Eli afirmen que va ser un "foc de poda que es va sortir de control." la família de Rasmia Awase va trobar que els havien talat 40 oliveres que havien plantat dues dècades abans a les seves terres prop l'assentament d'Eli quan anaven a recollir els fruits. Culparen de la destrucció als colons d'Eli.

## Khan al-Lubban

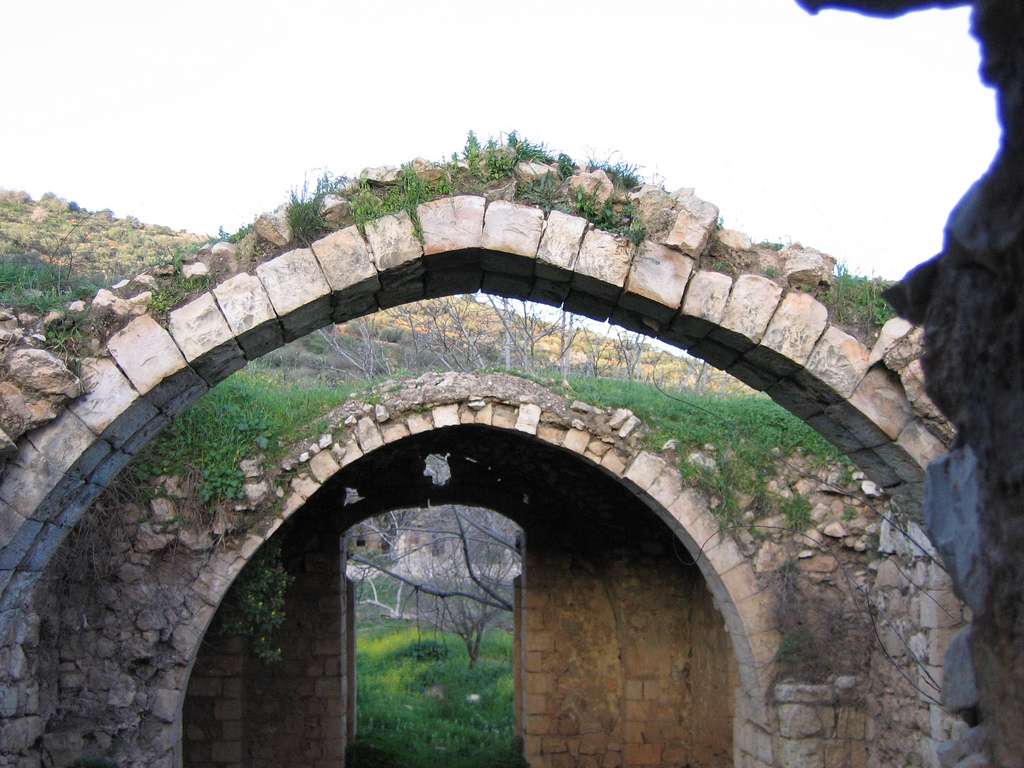
Arcs de Khan al-Lubban

Entre al-Lubban ash-Sharqiya i Sinjil hi ha el caravanserrall de Khan al-Lubban. La data de construcció es desconeguda, encara que l'estil arquitectònic indica que fou construïda durant el Soldanat Mameluc o a principis de l'Imperi Otomà. El lloc de l'assentament s'explica per la cruïlla de vies que conectaven les principals ciutats de la Palestina Central i la proximitat d'un pou d'aigua dolça.
En la primavera de 1697, Henry Maundrell va visitar Khan en el camí al sud de Jerusalem, i després en el camí de tornada. Maundrell va ser també la primera persona en identificar el lloc com a "Lebonah" (Jutges 21:19).
En 1838 Edward Robinson va trobar Khan "en ruïnes", però va assenyalar a la vora d'una "font d'aigua corrent", el mateix que va trobar de Saulcy en 1850.
En 1882 el Khan també fou descrit com "en ruïnes", però prop d'una font d'aigua.
Durant el període del Mandat Britànic, els autoritats van aprofitar de la posició estratègica del lloc per instal·lar una estació de policia. Els jordans van utilitzar el lloc amb el mateix propòsit després de la guerra de 1948. En l'actualitat, el lloc està obert al públic i recentment s'han fet treballs per donar cabuda a més visitants.
A causa de la proximitat als caravanserralls de les ciutats de Nablus i al-Bireh, Khan al-Lubban només consta d'un sol pis, quan la majoria de caravanserralls en tenen dos o més. La disposició de Khan al-Lubban és de forma quadrada, i cada costat fa aproximadament 23 metres de longitud. La major part de l'edifici original es manté intacte, amb el camí d'entrada vorejat per estables a banda i banda i que condueix a un pati. Les habitacions de l'est i oest tenien funcions administratives mentre que les habitacions del nord van servir per allotjar als visitants.